# Martlesham Heath
Martlesham Heath – wieś w Anglii, w hrabstwie Suffolk, w dystrykcie East Suffolk. Leży 9 km na wschód od miasta Ipswich i 115 km na północny wschód od Londynu. W 2001 miejscowość liczyła 2940 mieszkańców.